# Patriotic School
La Patriotic School était un collège de filles à Londres où, pendant la Seconde Guerre mondiale, le MI-5 interrogeait toutes les personnes à leur arrivée au Royaume-Uni, et les détenait pendant le temps nécessaire afin de vérifier qu'elles ne présentaient aucun risque pour la sécurité intérieure du pays.
Le nom de Patriotic School est un abrégé de Royal Victorian Patriotic School (RVPS).

## Récit
[Cette section reprend un témoignage d’André Gillois.]
En 1940, les Britanniques étaient hantés par la crainte de la cinquième colonne. On redoutait à juste titre de voir arriver des espions dans le flot des réfugiés. D'où tout un système de précautions pour vérifier les identités des étrangers qui déferlaient dans l'île. Il y eut d'abord des camps de triage, certains à proximité des ports, et d'autres à Londres, où l'un des plus importants, affecté à des Français, était installé à l’Olympia. C'était un music-hall, sans fenêtres, évoquant un peu le Parc des expositions de la porte de Versailles ; on y entassa d'abord les civils qui passaient devant un comité de trois personnes, dont le délégué français, M. Bardot. Il exercera ce mandat jusqu'en 1942, date à laquelle, la France étant entièrement envahie, on estima qu'il ne pouvait plus la représenter. D'après son témoignage, pendant ces deux années, une quarantaine de femmes et autant d'hommes furent maintenus en prison.
L’Olympia, transformé en dépôt militaire, fut placé sous les ordres du commandant Renouard. Un millier de soldats et d'officiers y séjournaient. Il y avait l'étage des fantassins, celui des aviateurs et celui des artilleurs. Ils couchaient sur des paillasses. Cela tenait de la caserne et du libre service. Kœnig y séjourna, et Raymond Aron, que Jean-Paul Grimbert rencontra, avec son calot et son treillis, en train de nettoyer les tinettes. Mais personne ne se plaignait : on était bien nourri et on ne restait pas longtemps.
À partir du moment où les arrivées se firent plus nombreuses, il y eut une première station à Camberwell, par où est passé entre autres le colonel Rémy. La discipline n'y était pas très stricte, si l'on en croit le témoignage d’Henri Beausire, qui, sujet suisse mais voulant adhérer à la France libre, y séjourna quelque temps :
« On ne nous y interrogeait pas, m'expose-t-il. Nous étions en principe enfermés, mais presque chaque soir je me faufilais dans un trou du mur pour aller faire la bringue à Londres. Un matin, le trou était bouché. Un pâtissier livrait justement des gâteaux par la grande porte. J'ai pris un plateau dans la camionnette, et les sentinelles m'ont pris pour un livreur. »
Il y avait aussi des gâteaux et une bonne nourriture à Patriotic School. Là pourtant, les choses devinrent plus sérieuses, et aussi plus irritantes. Le service avait été pris en main par le contre-espionnage britannique.
L'établissement était une ancienne école réservée aux fils d'officiers. Rien qui rappelât la prison, sinon les interrogatoires. Des officiers, dits « de l'Intelligence », se relayaient pour poser les questions les plus diverses et les plus circonstanciées sur l'âge, les origines, les relations, la façon dont chacun s'était échappé de France. Tout était mis sur fiche, vérifié, recoupé, et cela prenait beaucoup de temps si l'enquête se poursuivait en France par l'intermédiaire des agents clandestins du renseignement.

## Source
- André Gillois, Histoire secrète des Français à Londres, Hachette, 1973.
- André Postel-Vinay, Un fou s'évade, réédition Éditions du Félin, 2009.